# Јесења изложба УЛУС-а (1988)
Јесења изложба УЛУС-а (1988) је трајала од 10. до 27. септембра 1988. године. Одржана је у галеријском простору Удружења ликовних уметника Србије односно у Уметничком павиљону "Цвијета Зузорић", у Београду. Гостујућа изложба се одржала у Скопљу, у Галерији Музеја града Скопља, у периоду од 3. до 15. новембра 1988. године.

## О изложби
Уметнички савет УЛУС-а је извршио избор аутора којима је упућен позив за излагање дела и избор дела за изложбу. Ова изложба је са мањим бројем излагача, али је са већим бројем експоната и представљени су уметници који су дали значајан допринос нашој ликовној уметности.
Добитник награде односно монографије је уметник Милан Маринковић Циле.

## Излагачи
1. Миодраг Анђелковић
2. Никола Антов
3. Зоран Белић
4. Милан Блануша
5. Селена Вицковић
6. Звонимир Властић
7. Срђан Вукајловић
8. Матија Вучићевић
9. Милица Вучковић
10. Шемса Гавранкапетановић
11. Оливера Даутовић
12. Нада Денић
13. Сретко Дивљан
14. Игор Драгичевић
15. Ђорђе Ђорђевић
16. Душица Жарковић
17. Милица Жарковић
18. Весна Зламалик
19. Љубомир Иванковић
20. Миломир Јевтић
21. Драгољуб Јелесијевић
22. Милена Јефтић Ничева Костић
23. Александар Јовановић
24. Војислав Јакић
25. Гордана Каљаловић
26. Бранимир Карановић
27. Радомир Кнежевић
28. Милица Којчић
29. Милинко Коковић
30. Емило Костић
31. Гордан Крчмар
32. Сабрина Максимовић
33. Милан Циле Маринковић
34. Бранислав Марковић
35. Душан Марковић
36. Олга Милић
37. Драган Милосављевић
38. Лепосава Милошевић Сибиновић
39. Радован Миразовић
40. Небојша Митрић
41. Миша Младеновић
42. Миодраг Млађовић
43. Драган Мојовић
44. Мирко Најдановић
45. Илија Пандуровић
46. Бранимир Пауновић
47. Јосипа Пашћан
48. Гордана Петровић
49. Рајко Попивода
50. Дејан Попов
51. Мице Попчев
52. Јован Ракиџић
53. Светлана Рибица
54. Џенгис Реџепагић
55. Рада Селаковић
56. Мирољуб Стаменковић
57. Милан Сташевић
58. Миливоје Стоиљковић
59. Маријан Тешић
60. Зоран Тодовић
61. Драгољуб Раша Тодосијевић
62. Милан Томић
63. Радислав Тркуља
64. Иван Фелкер
65. Бранислав Фотић
66. Сава Халугин
67. Зорка Церовић
68. Перо Рајковић